# چراغ‌علی‌خان زنگنه

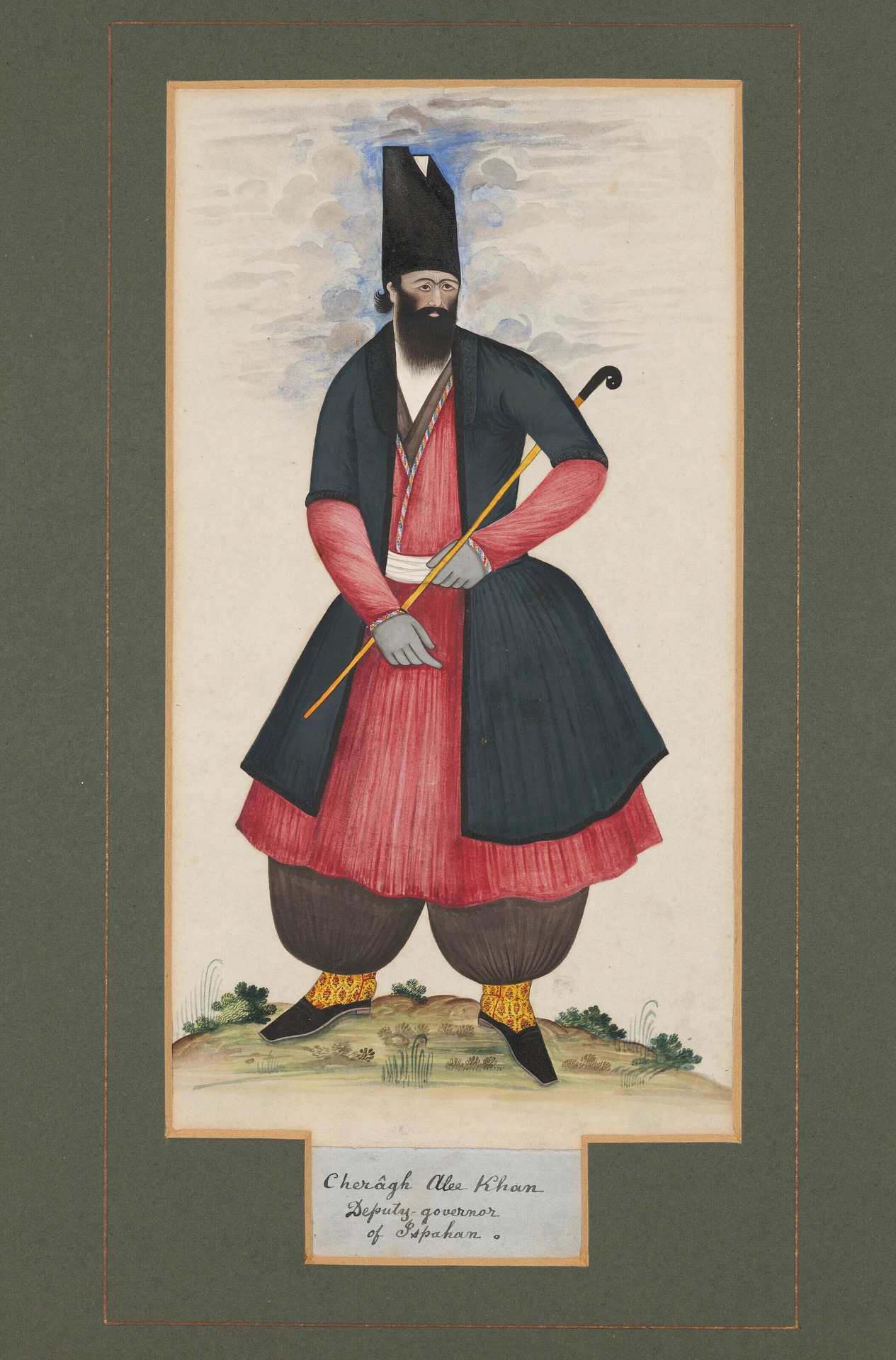
پرترهٔ نقاشی «چراغ‌علی‌خان زنگنه» – اثر قرن نوزدهم

چراغ‌علی‌خان زنگنه (مرگ بعد از ۱۲۸۱ قمری برابر با ۱۸۶۴/۵ میلادی)، دولتمرد برجستهٔ ایران در اوایل سلطنت شاه قاجار، ناصرالدین‌شاه قاجار (۱۸۴۸–۱۸۹۶) بود.

## زندگی‌نامه
چراغ‌علی‌خان از خاندان کرد، زنگنه بود. کار خود را به عنوان منشی در مدیریت استانی آذربایجان آغاز کرد. وی نماینده سفارت ایران در پیمان ارزروم در سال ۱۸۴۳ بود، و بعداً پس از سلطنت ناصرالدین شاه در سال ۱۸۴۸ به وزیر برجسته امیرکبیر پیوست. چراغ‌علی‌خان یکی از چندین مقامات سیاسی بود که از اصلاحات دولت امیرکبیر حمایت کرد.
چراغ‌علی خان اولین وظیفه مهم خود را در همان سال دریافت کرد که در درگیری بین وزیر اصفهان و یک مدعی برای این پست به عنوان واسطه انتخاب شد. در سال ۱۸۵۵ به او اختیار دستگیری عاملان قتل عباسقلی خان پسیان، که والی بسطام بود، داده شد. وی مدت کوتاهی پس از انتصاب به عنوان فرماندار خمسه و زنجان منصوب شد، تا زمانی که به وی لقب «سراج الملک» در سال ۱۸۵۹/۶۰ اهدا شد، آنجا را اداره کند. در سال‌های پسین او بیگلربیگی و رئیس دیوان خانه اصفهان (۱۸۶۲ / ۳–۱۸۶۴ / ۵)، و پس از آن رئیس احتساب پایتخت ایران، تهران شد. پس از آن از او نامی برده نشده‌است - بنابراین تاریخ درگذشت وی ناشناخته است.
او در زمان صدارت خود از میرزا تقی خان امیرکبیر دستور گرفت که فردی در اصفهان را معرفی کند به جهت حضور در محضر میرزا تقی خان برای ساخت سماور که بعداز مراجعت به اصفهان ۷۰ تومان وام گرفت و شروع به تولید سماور در اصفهان با بهترین کیفیت نمود، متاسفانه پس از کشته شدن امیرکبیر وی از کار برکنار شد وشخصی که مسوولیت تولید سماور در اصفهان بود را خواستند گفتند پولی که گرفتی پس بده او گفت بنده این پول را وام گرفتم برای تولید آنها قبول نکردند ایشان همه یدزندکی اش را فروخت حدودا ۴۰تومان جور کرد داد الباقی را دستور دادند ببرندش به بازار و انقدر بزنندش تا کسانی که وی را معرفی کردندجهت تولید آنها بپردازند این بنده خدا را بقدری در بازار زدند که چشمانش را از دست داد و آنهایی که او را تایید کردنددلشان سوخت و پول روی هم گذاشتند تا او را از این دردسر نجات دهند

## آثار
- چراغعلیخان زنگنه کلهر (سراج الملک)، وقایع اصفهان، ضمیمۀ مجله وحید، ۱۳۴۶ خورشیدی.